# Phoenix Motor Works
Die Phoenix Motor Works waren ein britischer Automobilhersteller in Southport (Lancashire). 1902–1904 entstanden dort Fahrzeuge der unteren Mittelklasse.
Bis 1902 hatten die Werke den Hudlass gebaut. Dann erschien der gleiche Wagen als Phoenix und wurde bis 1904 hergestellt.
1904 erschien ein Dreizylindermodell unter dem Namen Barcar. Dieser Wagen, von dem keine weiteren Daten bekannt sind, war aber so erfolglos, dass die Firma noch 1904 ihre Tore schließen musste.

## Quelle
- David Culshaw & Peter Horrobin: The Complete Catalogue of British Cars 1895–1975. Veloce Publishing plc. Dorchester (1999).  ISBN 1-874105-93-6